# Sztáray Antal (táborszernagy)
Nagymihályi gróf Sztáray Antal (Kassa, 1732, vagy 1740. – Graz, 1808. január 23.) táborszernagy. 

## Életrajza
Sztáray Imre gróf (1698-1769) fia volt. Testvérei: Leopoldina, János Fülöp (1739-1815), Anna-Mária és Mihály (1749-1798) voltak. Sztáray Antal a Magyar katolikus lexikon szerint 1732-ben, míg Nagy Iván szerint 1740-ben született Kassán. Katonai pályára lépett: 1759-ben zászlós volt a Pálffy-gyalogezredben, 1760-ban hősi helytállásáért kapitányi rangot szerzett a Károlyi-gyalogezredben, majd 1778-ban mutatott újabb hőstetteiért 1779-ben az 1. székely gyalogezred vezénylőezredese lett a közbülső rangok átugrásával, majd az Esterházy-gyalogezred vezénylőezredese lett. 1789-ben vezérőrnagy, Belgrád visszafoglalásában mutatott hősiességéért elnyerte a Mária Terézia-rend lovagkeresztjét, 1791-ben az addigi Esterházy-gyalogezred tulajdonosa, 1792-ben altábornagy, 1796-ban a közép-rajnai császári királyi hadsereg parancsnoka, elnyerte a Mária Terézia-rend parancsnoki keresztjét. 1799-ben táborszernagy, 1805-ben belső-au. vezénylő parancsnok lett. 1806-ban vonult nyugállományba. A hétéves, az utolsó török és a francia háborúk legendás hőse volt, a Máltai lovagrendnek is tagja volt.
Meghalt 1808-ban Grazban. Utóda nem maradt.